# Lillsjön (Locknevi socken, Småland)
Lillsjön är en sjö i Vimmerby kommun i Småland och ingår i Botorpsströmmens huvudavrinningsområde.